# Amata bicincta
Amata bicincta är en fjärilsart som beskrevs av Vincenz Kollar 1844. Amata bicincta ingår i släktet Amata och familjen björnspinnare. Inga underarter finns listade i Catalogue of Life.

## Bildgalleri

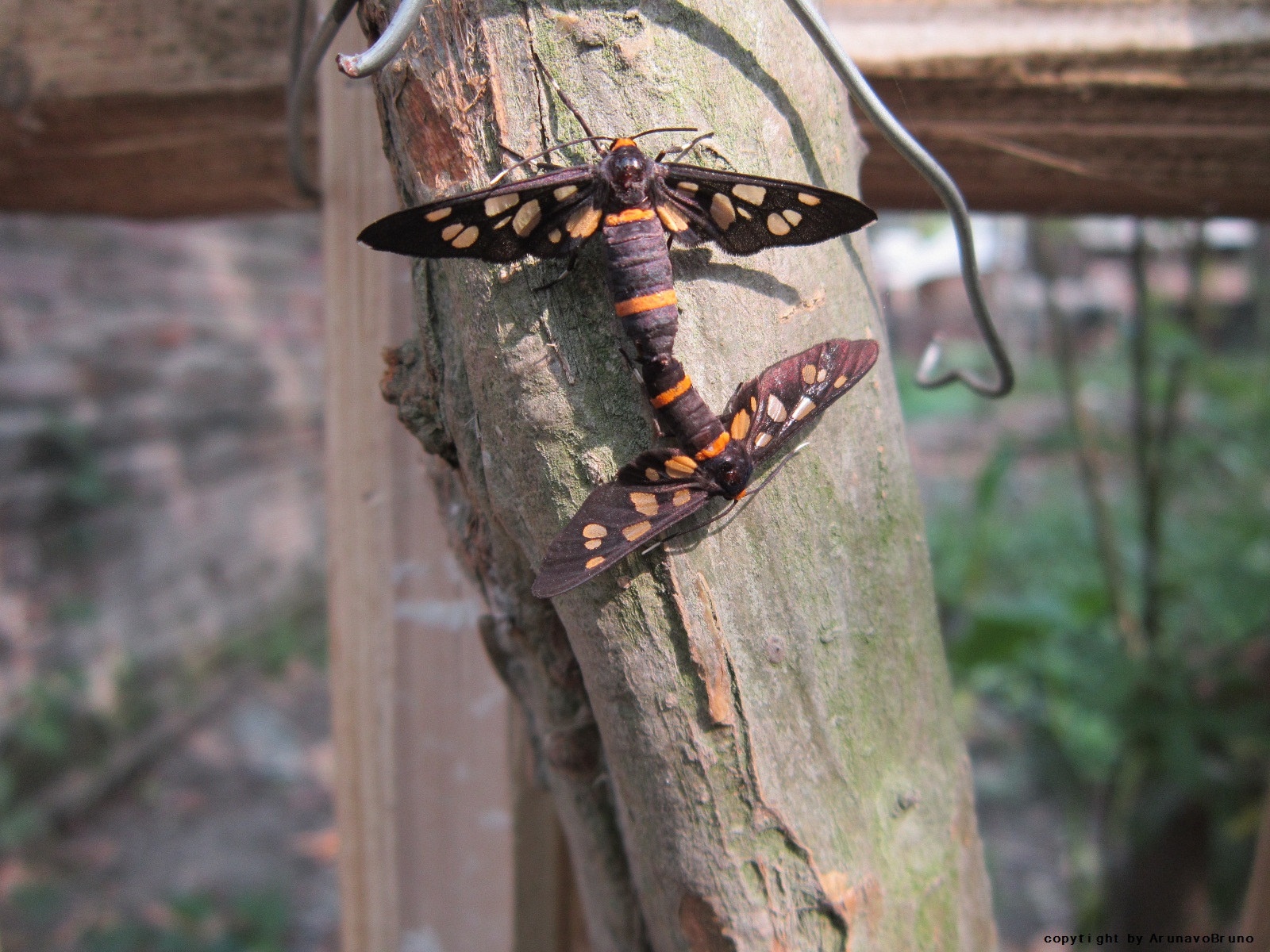
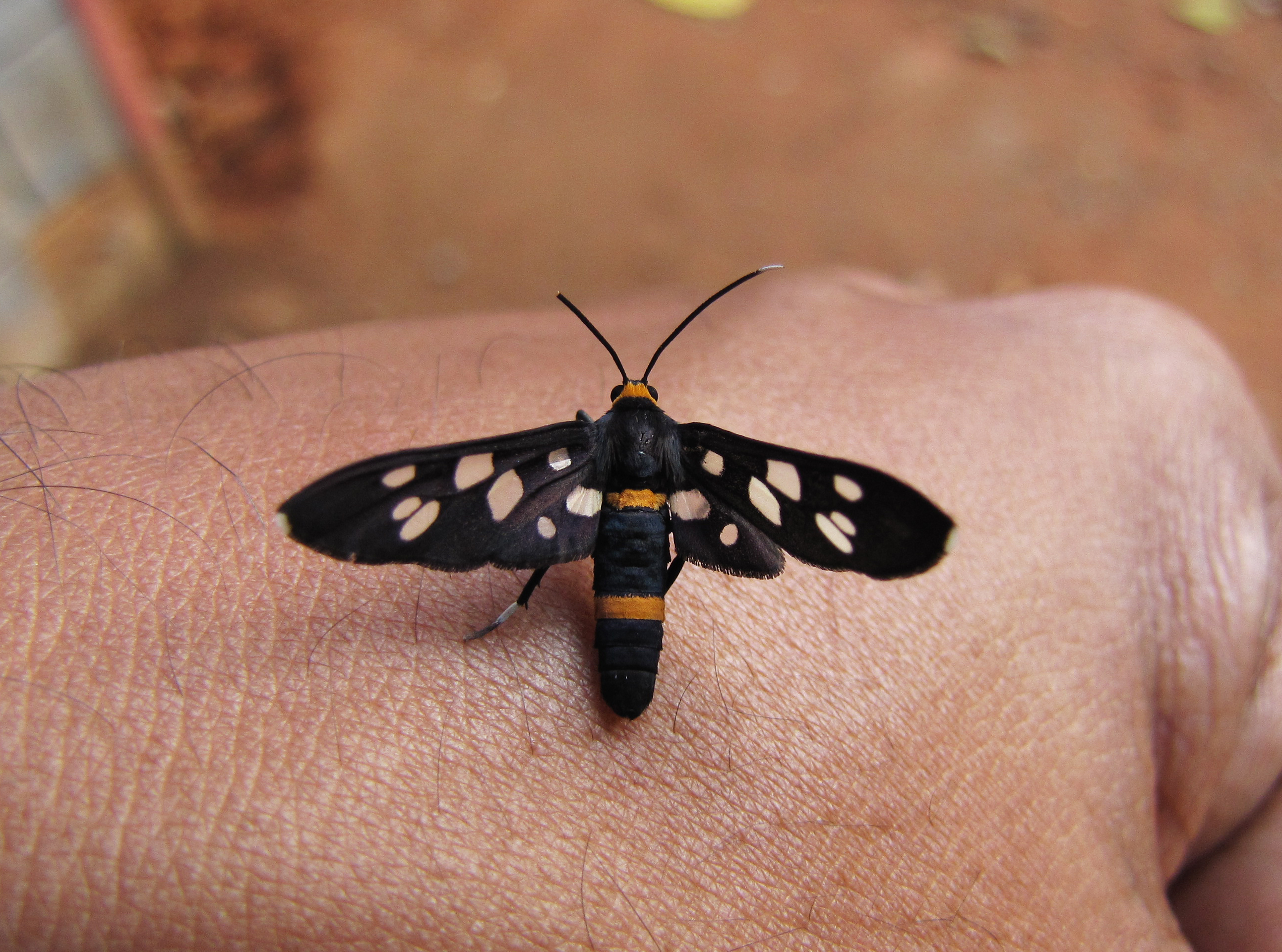
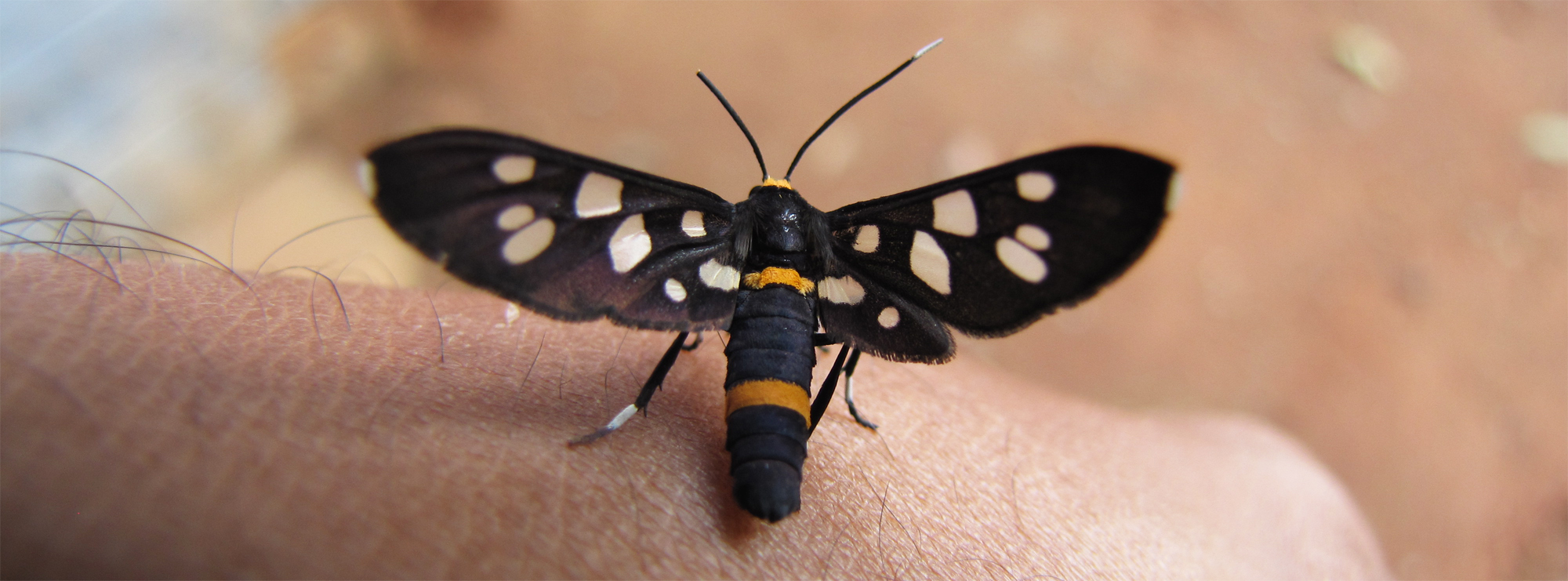